# Rudy Tomjanovich
Rudy Tomjanovich (ur. 24 listopada 1948 w Hamtramck) – amerykański koszykarz występujący na pozycji skrzydłowego, po zakończeniu kariery zawodniczej trener koszykarski, dwukrotny mistrz NBA, jako trener Houston Rockets.

## Kariera zawodnicza
Został wybrany w 1970 w pierwszej rundzie draftu przez San Diego Rockets. W swoim pierwszym sezonie w NBA spędzał na parkiecie średnio ponad 10 minut, notując ok. 5 punktów i 5 zbiórek na mecz. W następnych dwóch sezonach po przenosinach zespołu do Houston, zdecydowanie poprawił swoje statystyki. W trzecim sezonie był najlepszym strzelcem drużyny (18,7 punktu na mecz) oraz najlepszym w walce na tablicach notując średnio 11,6 zbiórek w meczu. W sezonie 1974–1975, awansował z Rakietami do pierwszych play-offów w historii drużyny. W sezonie 1976–1977 zespół awansował do finału konferencji. Kolejny sezon okazał się dla Tomjanovicha bardzo pechowy. W czasie meczu z Los Angeles Lakers doszło do bijatyki, w której Rudy został uderzony w twarz, przez co pauzował przez pół sezonu. Jeszcze dziś Tomjanovich ma problemy ze słuchem, spowodowane tamtą bójką. Na parkietach spędził jeszcze trzy sezony, które nie obfitowały w sukcesy. Karierę zakończył 2 października 1981 roku, a jego numer - 45 zawisnął pod dachem hali w Houston 28 stycznia 1982. W latach 1973–1979 co rok uczestniczył w meczu gwiazd.

## Kariera trenerska
Przygodę z trenerką rozpoczął w sezonie 1985-86. Był asystentem trenera Rockets. Posadę pierwszego trenera objął w trakcie sezonu 1991-92, kiedy to rozegrane były już 52 spotkania. Nie udało mu się doprowadzić zespołu do play-off. W kolejnym sezonie ta sztuka mu się udała i awansował nawet do półfinału konferencji. W kolejnym sezonie Houston Rockets wygrało aż 58 spotkań sezonu zasadniczego i zdobyło pierwsze w historii klubu Mistrzostwo ligi. Rok później udało się obronić tytuł. Nie udało się to po raz trzeci. W sezonie 1996–1997 podopieczni Tomjanovicha dotarli do finału konferencji zachodniej, w którym ulegli po wyrównanej rywalizacji Utah Jazz. Następne dwa sezony to awans do pierwszej rundy play-off. W latach 1999–2003 Rakiety nie awansowały do play-off, a Tomjanovich z powodu choroby musiał ustąpić ze stanowiska trenera.
Podsumowując, podczas dwunastu sezonów pracy w Houston doprowadził drużynę siedem razy do fazy play-off i dwa razy do tytułu Mistrzów NBA. Ekipa wygrała 56% spotkań.
W 2004 roku został szkoleniowcem Los Angeles Lakers. Obecnie jest na trenerskiej emeryturze.

## Osiągnięcia

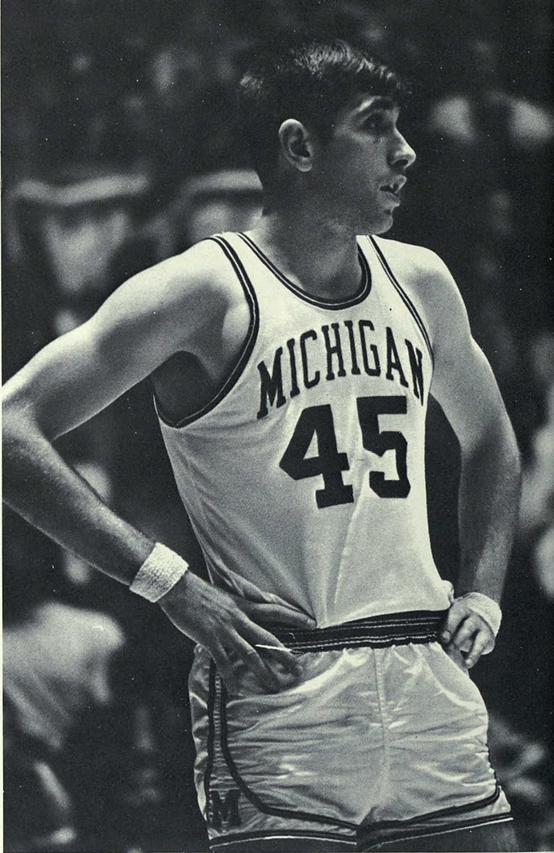
Tomjanovich w barwach Michigan Wolverines (1970).

Na podstawie, o ile nie zaznaczono inaczej.

### Zawodnicze
NCAA
- Zaliczony do:
  - I składu Big Ten (1969, 1970)
  - II składu All-American (1970 przez Associated Press, United Press International)
  - III składu All-American (1970 przez NABC)
- Lider Big Ten w zbiórkach (1969, 1970)
- Drużyna Michigan Wolverines zastrzegła należący do niego numer 45

NBA
- Wicemistrz NBA (1981)
- Uczestnik meczu gwiazd:
  - NBA (1974–1977, 1979)
  - Legend NBA (1989)[3]
- Zespół Houston Rockets zastrzegł należący do niego numer 45

### Trenerskie
- Mistrzostwo NBA z Houston Rockets (1994, 1995)
- Trener drużyny zachodu podczas meczu gwiazd NBA (1997)
- Złoty medal igrzysk olimpijskich w Sydney (2000)
- Brązowy medal mistrzostw świata (1998)
- Wybrany do Koszykarskiej Galerii Sławy im. Naismitha (16 maja 2021)[4][5]

## Statystyki
| Sezon     | Klub            | Średnia punktów |
| --------- | --------------- | --------------- |
| 1970/1971 | Houston Rockets | 5.3             |
| 1971/1972 | Houston Rockets | 15.0            |
| 1972/1973 | Houston Rockets | 18.7            |
| 1973/1974 | Houston Rockets | 24.5            |
| 1974/1975 | Houston Rockets | 20.7            |
| 1975/1976 | Houston Rockets | 18.5            |
| 1976/1977 | Houston Rockets | 21.6            |
| 1977/1978 | Houston Rockets | 21.5            |
| 1978/1979 | Houston Rockets | 19.0            |
| 1979/1980 | Houston Rockets | 14.2            |
| 1980/1981 | Houston Rockets | 10.5            |